# Teofil Leśko

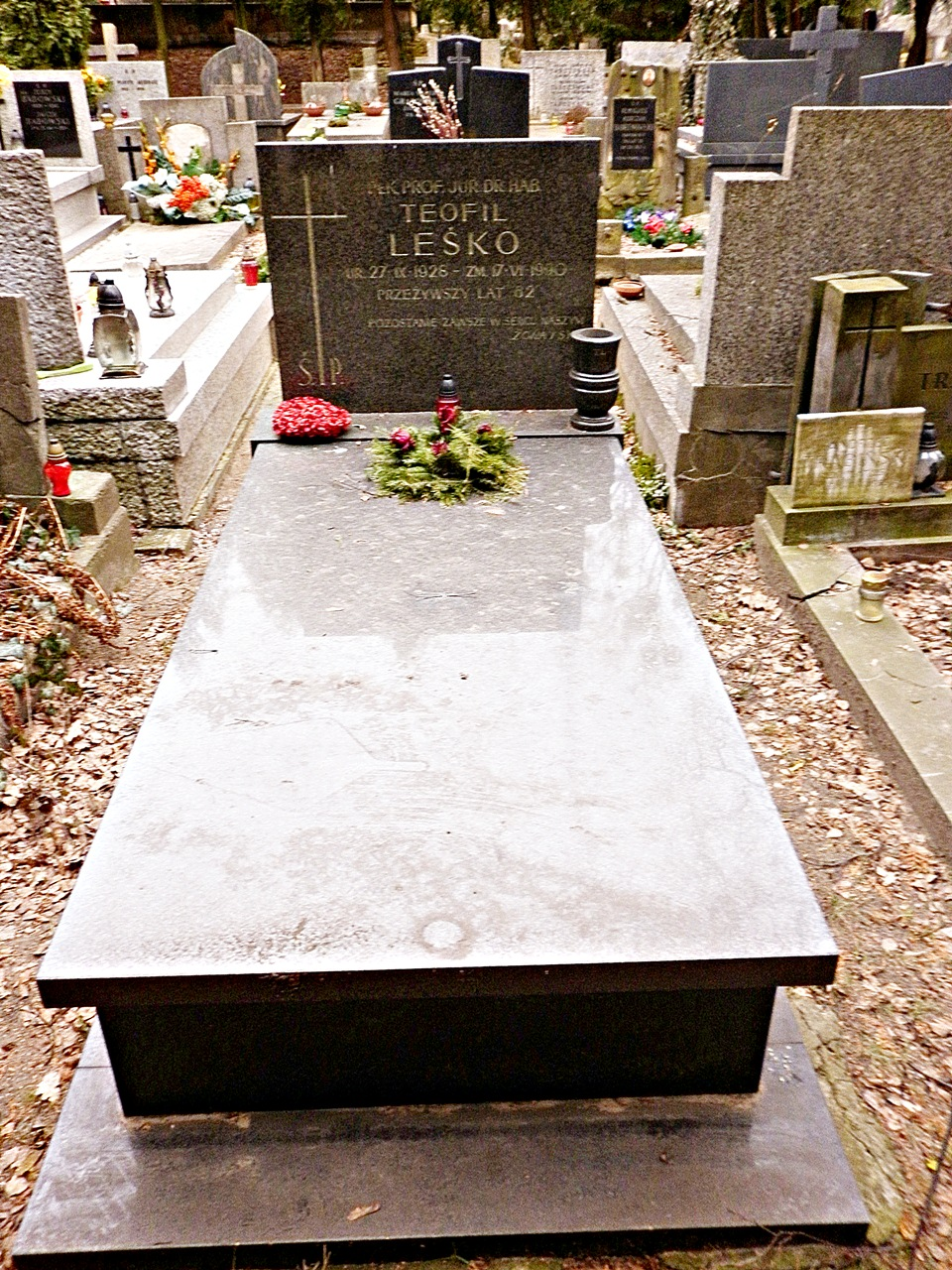
Grób Teofila Leśko na Cmentarzu Wojskowym na Powązkach

Teofil Leśko (ur. 27 września 1929, zm. 17 czerwca 1990) – doktor habilitowany nauk prawnych, pułkownik.

## Życiorys
Urodził się w Maciejowie na Wołyniu. Podczas okupacji pracował jako robotnik. Po wstąpieniu do wojska w 1948 rozpoczął studia na Wydziale Prawa Uniwersytetu Łódzkiego, które ukończył w 1952. Po otrzymaniu stopnia oficerskiego rozpoczął pracę w wojskowym wymiarze sprawiedliwości, gdzie doszedł do stanowiska inspektora w Zarządzie Sądownictwa Wojskowego.
W latach 50., pracując w Sądzie Wojskowym w Łodzi, orzekał jako asesor w procesach, z których pięć zakończyło się orzeczeniem kary śmierci wobec członków opozycyjnego podziemia.
W 1966 za pracę pt. Ewolucja kar w wojskowym prawie karnym materialnym Polski Ludowej otrzymał stopień doktora na Uniwersytecie Jagiellońskim. Promotorem pracy był Władysław Wolter. W tym samym roku rozpoczął pracę naukową w Wojskowej Akademii Politycznej. Od 1978 pełnił tam funkcję kierownika Katedry Państwa i Prawa. Wcześniej, w 1974, uzyskał stopień doktora habilitowanego na podstawie pracy pt. System środków karnych.
Był autorem ponad 200 publikacji z zakresu prawa karnego, wojskowego i międzynarodowego. Był również promotorem ośmiu prac doktorskich. Był członkiem komitetów redakcyjnych „Państwa i Prawa” oraz „Wojskowego Przeglądu Prawniczego”. Wchodził w skład Rady Legislacyjnej. Należał również do wielu organizacji naukowych, między innymi Międzynarodowego Stowarzyszenia Prawa Karnego i Stowarzyszenia Prawa Międzynarodowego. Był członkiem zarządu Międzynarodowego Instytutu Prawa Humanitarnego.
Odznaczony Krzyżem Kawalerskim Orderu Odrodzenia Polski, Medalem Komisji Edukacji Narodowej i honorową odznaką PCK.
Pochowany na cmentarzu Powązki Wojskowe w Warszawie (kwatera A4-6-21).